# Classe Tamandaré
A classe Tamandaré é uma nova classe de futuras fragatas de uso geral para a Marinha do Brasil, baseada na família de navios MEKO. O projeto está sendo desenvolvido pelo Ministério da Defesa e pelo consórcio Águas Azuis, formado pela Thyssenkrupp Marine Systems (TKMS) e pela Embraer Defesa & Segurança. A construção das quatro fragatas planejadas começou em 2021 e está programada para ser entregue entre 2024 e 2028.

## História
O programa denominado "Construção do Núcleo de Poder Naval" - plano de modernização da frota de superfície da Marinha do Brasil - foi criado em 2017 com o objetivo principal de substituir as fragatas classe Niterói em operação desde 1975 e as Type 22 adquiridas de segunda mão do Reino Unido na década de 1990.
Várias empresas de dezessete países se inscreveram no concurso aberto pelo Ministério da Defesa, oferecendo diferentes tipos de projetos e pacotes de compensação. Em 16 de maio de 2017, foi divulgada a lista de todas as empresas participantes.
Em 15 de outubro de 2018, após mais de um ano de estudos da Direção de Gestão de Programas da Marinha (DGePM) e da Empresa de Gestão de Projetos Navais (EMGEPRON), foi divulgada a lista dos projetos finalistas, os projetos selecionados foram:
- Consórcio Águas Azuis, composto por TKMS, Embraer Defesa e Segurança, Atech e estaleiro Oceana, com proposta de corveta baseado na "MEKO A-100 Light Frigate", estendida e rearmada;[6]
- Consórcio Damen-Saab Tamandaré composto por Damen Schelde, Saab AB, Consub Defesa e Tecnologia e estaleiro Wilson Sons, com a corveta classe Sigma;
- Consórcio da FLV com o estaleiro Fincantieri, Leonardo e Vard Promar, propondo uma versão do projeto indígena da EMGEPROM;
- Consórcio Villegagnon com Naval Group, Mectron e estaleiro Enseada Indústria Naval, com corveta classe Gowind.

Em 28 de março de 2019, foi apresentado o projeto vencedor, o consórcio Águas Azuis liderado pela TKMS com um projeto da corveta classe MEKO A-100 de 3.500 toneladas. Em abril do mesmo ano, o projeto foi renomeado de corveta para fragata.
No dia 5 de março de 2020 foi formalizado o contrato no valor de R$ 9,1 bilhões de reais na construção das quatro fragatas. Em 22 de janeiro de 2021 o valor do contrato foi reajustado para R$ 9,56 bilhões. Desde a assinatura do contrato, o mesmo sofreu alterações e foi ajustado para R$ 11,1 bilhões.
Em janeiro de 2021, a TKMS confirmou a aquisição do estaleiro Oceana em Itajaí, tornando-se o primeiro estaleiro da empresa na América Latina, com o objetivo de construir as novas fragatas brasileiras, e futuras vendas para outras marinhas da região.

### Construção
No dia 4 de setembro de 2022, foi realizado o corte da chapa que foi usada na produção do casco da Fragata Tamandaré (F-200), dando inicio na construção do primeiro, dos quatro navios.
No dia 1 de novembro de 2023, foi realizado o corte da chapa da futura Fragata Jerônimo de Albuquerque (F201), marcando o inicio da construção da segunda embarcação da classe.

## Especificações e projeto
Inserida no Programa Fragatas Classe Tamandaré (FCT), a Marinha do Brasil pretende que a fragata Tamandaré seja um dos meios com os quais ampliará e modernizará a sua Esquadra. O objetivo passará por se contrapor a eventuais ameaças, garantir a proteção do tráfego marítimo, bem como controlar as águas jurisdicionais e plataforma continental brasileira, que juntas formam a chamada Amazônia Azul, totalizando mais de 4,5 milhões de km². O Navios-Escolta desempenharão um importante papel em missões de paz e de ajuda humanitária, em contribuição à Diplomacia brasileira.
O plano exige projetos com os seguintes armamentos e especificações: preço unitário entre € 400-500 milhões, canhão principal OTO Melara 76 milímetros , mínimo de oito células de mísseis VLS Sea Ceptor CAMM, uma metralhadora Rheinmetall Sea Snake 30 milímetros, duas metralhadoras de 50 milímietros, dois lançadores de torpedos anti-submarino Mark 46 triplos e dois lançadores de mísseis anti-navio duplos para o míssil MANSUP. Além de um sistema de propulsão para motores diesel e um hangar capaz de operar um SH-60 Seahawk, Super Lynx Mk.21B ou Eurocopter EC725. O consórcio vencedor terá que construir os quatro navios no Brasil, além de transferir 100% da tecnologia do projeto para a Marinha do Brasil.

### Projeto Thyssenkrupp
O consórcio Águas Azuis, liderado pela Thyssenkrupp Marine Systems apresentou sua proposta de fragata, baseada no projeto original da corveta MEKO A-100, o projeto teve uma tonelagem estendida de 2.000 para 3.500 toneladas, aumento de comprimento, várias novas sistemas de última geração, como o radar Hensoldt TRS-4D AESA, armas e controle de fogo, permitindo que o navio ganhe força para realizar travessias oceânicas no tempestuoso Atlântico Sul. A TKMS também apresentou compensações à Marinha do Brasil, como a remotarização dos submarinos da classe Tupi construídos pela mesma empresa nas décadas de 1980 e 1990.
A Atech, empresa do Grupo Embraer, será a fornecedora do CMS (Combat Management System) e do IPMS (Integrated Platform Management System). Outros aspectos do projeto que levaram à licitação vencedora são as semelhanças com a classe de fragata MEKO A-200 e seu sistema de construção modular, permitindo versatilidade em futuras atualizações.
A Marinha do Brasil também planeja construir destróieres de 7.000 toneladas após a entrega das novas fragatas, e a TKMS apresentou à Marinha seu mais moderno destróier de defesa aérea MEKO A-400 de 7.200 toneladas, uma versão atualizada da classe F-125. As semelhanças entre os projetos e o alto índice de comunalidade entre os requisitos também foram determinantes para a vitória do consórcio.

## Unidades

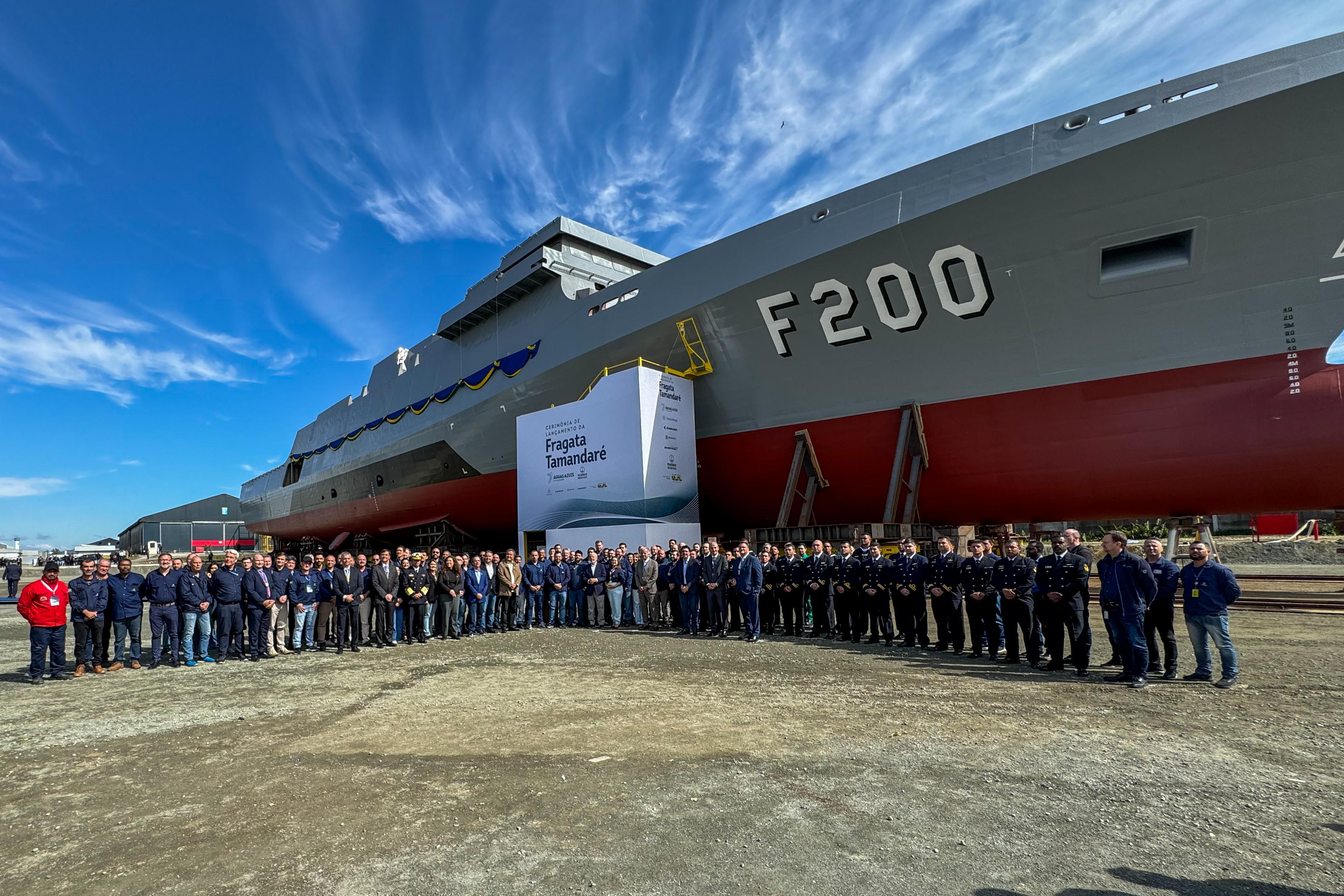
Cerimônia de lançamento da fragata Tamandaré (F-200), em agosto de 2024

Estão contratadas quatro unidades iniciais da classe.
| Designativo | Nome                    | Estaleiro          | Data | Lançamento | Comissionamento | Situação                         |
| ----------- | ----------------------- | ------------------ | ---- | ---------- | --------------- | -------------------------------- |
| F200        | Tamandaré               | Brasil Sul, Itajaí | 2021 | 2024       | 2026            | Construída - Estágio FINAL       |
| F201        | Jerônimo de Albuquerque | Brasil Sul, Itajaí | 2023 | 2025       | 2027            | Em construção - Estágio AVANÇADO |
| F202        | Cunha Moreira           | Brasil Sul, Itajaí | 2024 | 2026       | 2028            | Em construção                    |
| F203        | Mariz e Barros          | Brasil Sul, Itajaí | TBD  | 2028       | 2029            | Planejada                        |